# Saint-Étienne-des-Oullières
Saint-Étienne-des-Oullières é uma comuna francesa na região administrativa de Auvérnia-Ródano-Alpes, no departamento de Ródano. Estende-se por uma área de 9,66 km², com 1 519 habitantes, segundo os censos de 1999, com uma densidade de 157 hab/km².